# Mouche (Maupassant)
Pour les articles homonymes, voir Mouche (homonymie).
Mouche est une nouvelle de Guy de Maupassant, publiée en 1890.

## Historique
Mouche est d'abord publié dans le journal L'Écho de Paris du 7 février 1890, puis dans le recueil L'Inutile Beauté. Dans le recueil, également publié en 1890, cette nouvelle a pour titre de "Mouche, Souvenir d'un canotier". L’auteur puise son inspiration pour écrire cette nouvelle dans des souvenirs de jeunesse, du temps où il canotait à Argenteuil dans le Val-d'Oise.

## Les personnages
Le jour où elle est enceinte, Mouche, maîtresse de cinq joyeux canotiers à la fois, les voit tout heureux de cette paternité commune.
Ces cinq compagnons sont :
Petit-Bleu, "petit, très malin". Il s'agit de Léon Fontaine, qui fit partie de l'équipe des canotiers de Bezons. Il joua dans la pièce lubrique de Maupassant "A la feuille de rose", le rôle de Mme Beauflanquet et permit la parution de la nouvelle "l'Écorché" dans l'Almanach lorrain de Pont-à-Mousson,qui appartenait à son cousin. Il devint ensuite officier ministèriel et publia ses souvenirs de son ami : "Les logis de Maupassant" recueillis par Ad. Boisson (Le Temps, 26 novembre et 7 décembre 1897), "Les logis de Maupassant" sous le pseudonyme de Petit-Bleu en collaboration avec Pierre Borel (Les Nouvelles littéraires, 18 janvier 1930) et "Maupassant avant la gloire" sous son nom (la Revue de France, 1927) ;
Tomahawk, "un grand, à l'air sauvage, avec des yeux gris et des cheveux noirs" ;
La Tôque, "spirituel et paresseux", "le seul qui ne touchât jamais une rame sous prétexte qu'il ferait chavirer le bateau" ;
N'a-qu'un-Œil, "mince, élégant, très soigné" dont le surnom provenait "d'un roman alors récent de Cladel, et parce qu'il portait un monocle" ;
Joseph Prunier, Maupassant lui-même.

## Adaptations
- 1952 : Mouche dans Trois Femmes, France, André Michel (104 minutes)
- 1968 : Mouche (téléfilm), de Jacques Antoine
- 1969 : Les Doux Jeux de l’été passé, Tchécoslovaquie, TV, Juraj Herz (55 minutes)
- 1991 : (Mouche), France, Marcel Carné (inachevé). ** Marcel Carné n’a pu achever le tournage du film tiré de ce récit, sur un scénario de Didier Decoin.
- 1999 : Kimberly, USA, Frédéric Golchan (105 minutes). Cette dernière adaptation de Mouche transpose librement la nouvelle en déplaçant l’action de nos jours aux États-Unis. L’héroïne, Kimberly, devient la mascotte de quatre amateurs d’aviron et attend un enfant de l’un d’eux. Le film comporte une happy end « politiquement correcte », puisque la barreuse épouse le père de l’enfant, le seul des quatre qu’elle ait connu charnellement.
- 2006 : Mouche, court métrage (25 min) de Jean Denizot réalisé en France en 2006 (Aurora Films) avec Mylène St-Sauveur (Mouche), Tom Braquart, Amaury Bouchareb, Julien Lagrange, Salim Djennane. Trois jeunes garçons descendent la Loire en canoë et pêchent soir et matin. Leur ami Paul, accompagné d'une jeune Québécoise, les rejoint sur le fleuve. Peu à peu, les garçons sont séduits et agacés par la délicate étrangeté de cette jeune fille.